# Saprolith

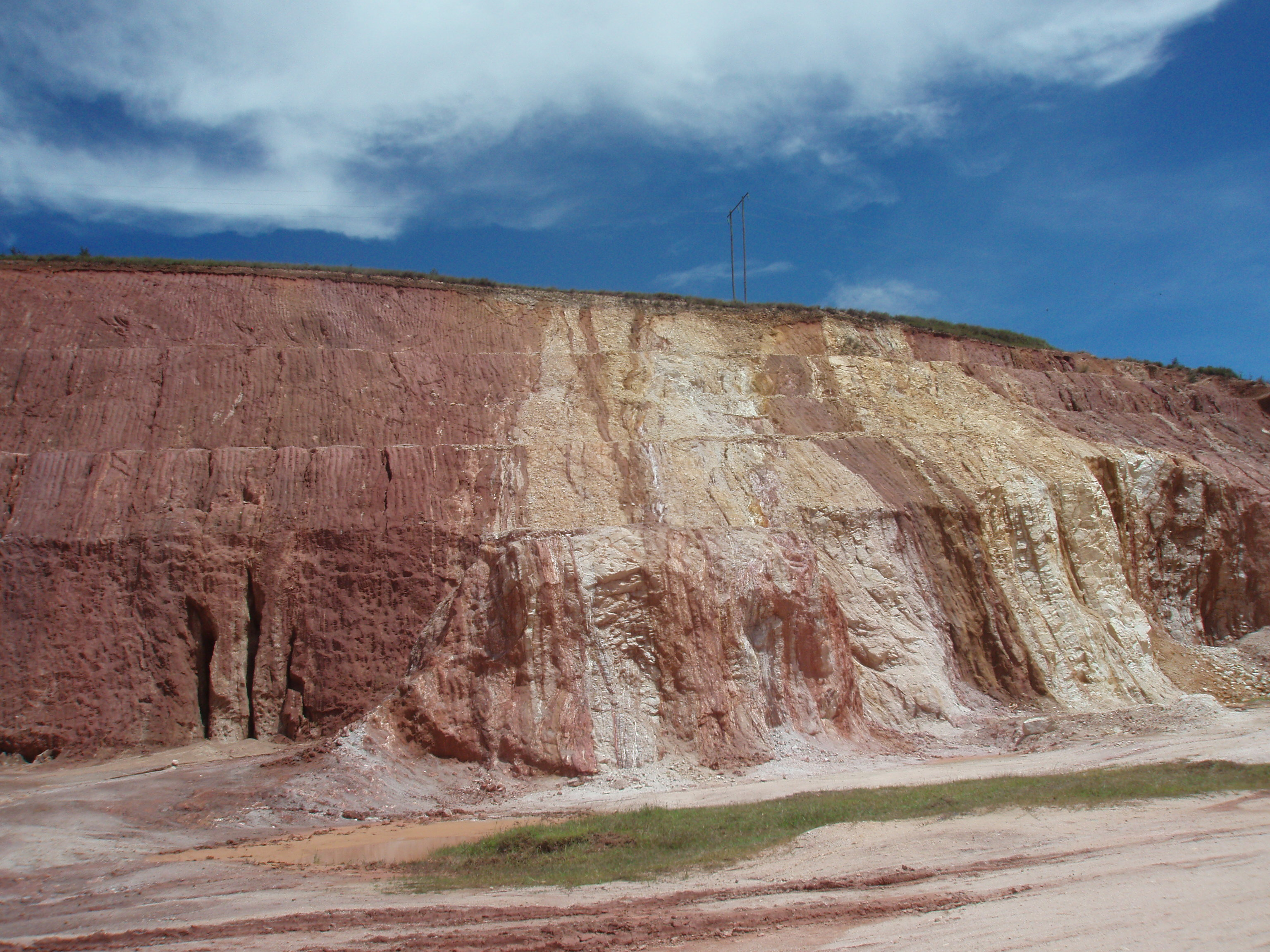
Etwa 15 m hohes Saprolith-Profil in verwitterten Paragneisen und hellen Quarziten. Ampanobe, 8 km südöstlich von Antananarivo, Madagaskar.

Saprolith (altgriechisch σαπρός saprós, deutsch ‚faulig‘ und λίθος líthos, deutsch ‚Stein‘), auch Saprolit, ist die Bezeichnung für ein ursprünglich  silikatisches Gestein, das unter humiden Bedingungen (z. B. in Tropengebieten) tiefgründig chemisch verwittert ist. Er ist gewöhnlich weich oder bröcklig und zeigt als autochthone (nicht umgelagerte) Verwitterungsbildung noch die Struktur des Ausgangsgesteins. 
Saprolithe enthalten neben widerstandsfähigen Mineralen aus dem Ausgangsgestein, vor allem Quarz, hohe Anteile an Kaolinit, der sich durch die chemische Verwitterung von primären Mineralen, insbesondere Feldspat, gebildet hat. Die als Lösungsfracht im Zuge der Verwitterung abgeführten Verbindungen können an anderer Stelle wieder ausgefällt werden. Noch intensivere Verwitterung, die über das Saprolithstadium hinausgeht, führt zu einer Verarmung an Quarz und damit zur Bildung eines Laterithorizontes oberhalb des Saproliths. 
Saprolith ist nicht mit Sapropelit zu verwechseln, der entsteht, wenn ein Faulschlamm (Sapropel), ein dunkles, kohlenstoffreiches, in reduzierendem chemischem Milieu abgelagertes Sediment, lithifiziert wird.